# Turanismus

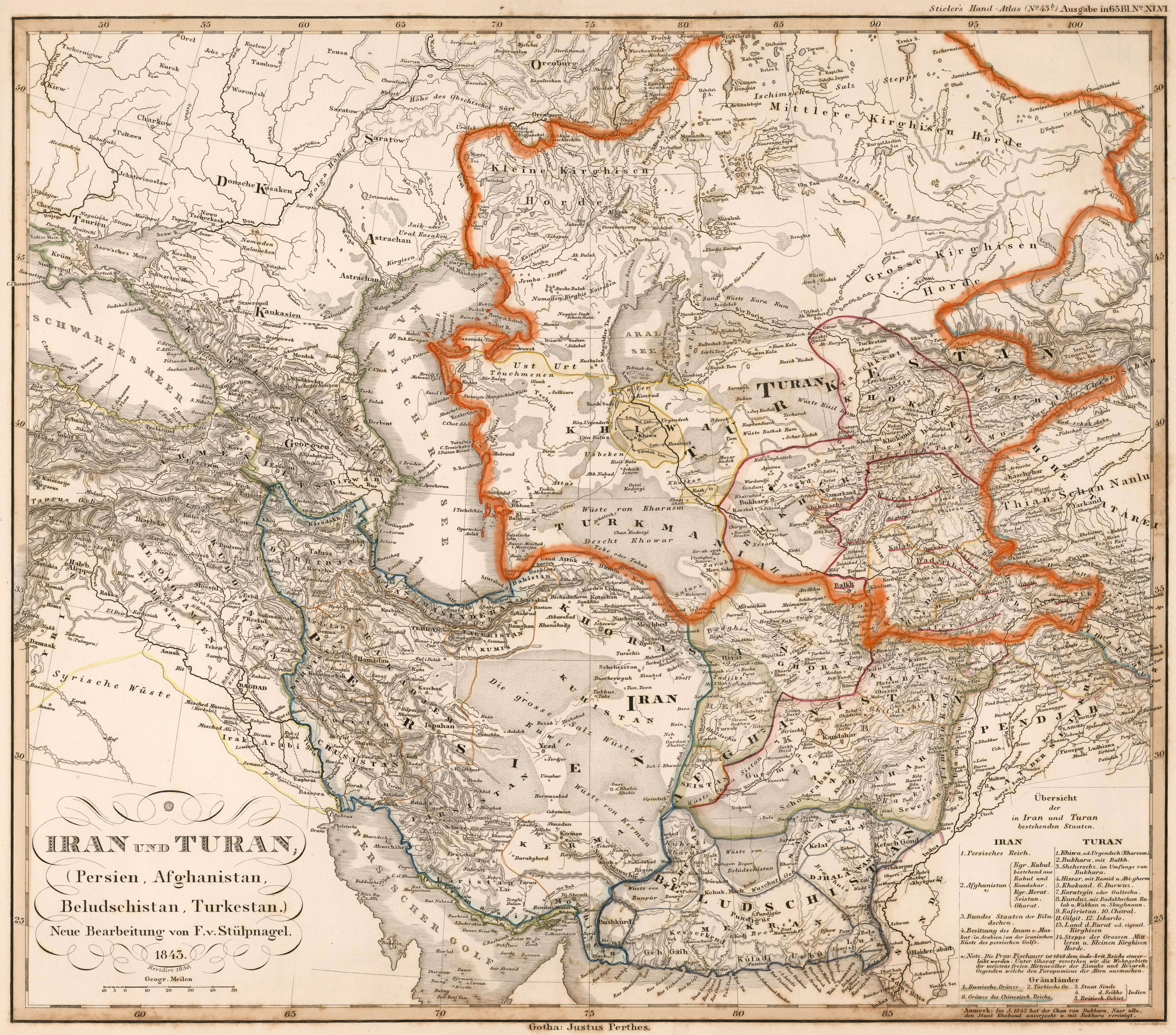
Oblast ve střední Asii, kterou Peršané označovali jako Túrán

Turanismus, také panturanismus, je idea jednoty všech turkických národů a případně i těch, které se dorozumívají jazykem patřícím do uralsko-altajské jazykové rodiny jako například Finové, Maďaři, Karelové, Mongolové, Japonci či Estonci. Turanismus může být různého charakteru, který hlásá buď sjednocení kulturní, nebo politické. Hnutí vzniklo v 19. století jako reakce na další formující se pan-nacionalistické proudy (např. panslavismus). Největšího ohlasu se mu dostalo v Turecku a státech střední Asie, kde tvoří turkické národy většinu. Po první světové válce se v Turecku objevila snaha prosazovat panturkismus, který potom ideu sjednocení turkického etnika výrazně upozadil.
Název turanismus není náhoda. Slovo turan (česky túrán) totiž naráží na pravlast, odkud zejména imigrovaly turkické, ugrofinské i altajské národy do různých koutů celé Eurasie.